# Stazione di Scicli
La stazione di Scicli è una stazione ferroviaria posta sulla linea Caltanissetta Xirbi-Gela-Siracusa. Serve il comune di Scicli.

## Storia
La stazione di Scicli entrò in servizio il 23 dicembre 1891, all'attivazione del tronco ferroviario da Noto a Modica.